# Killewittchen

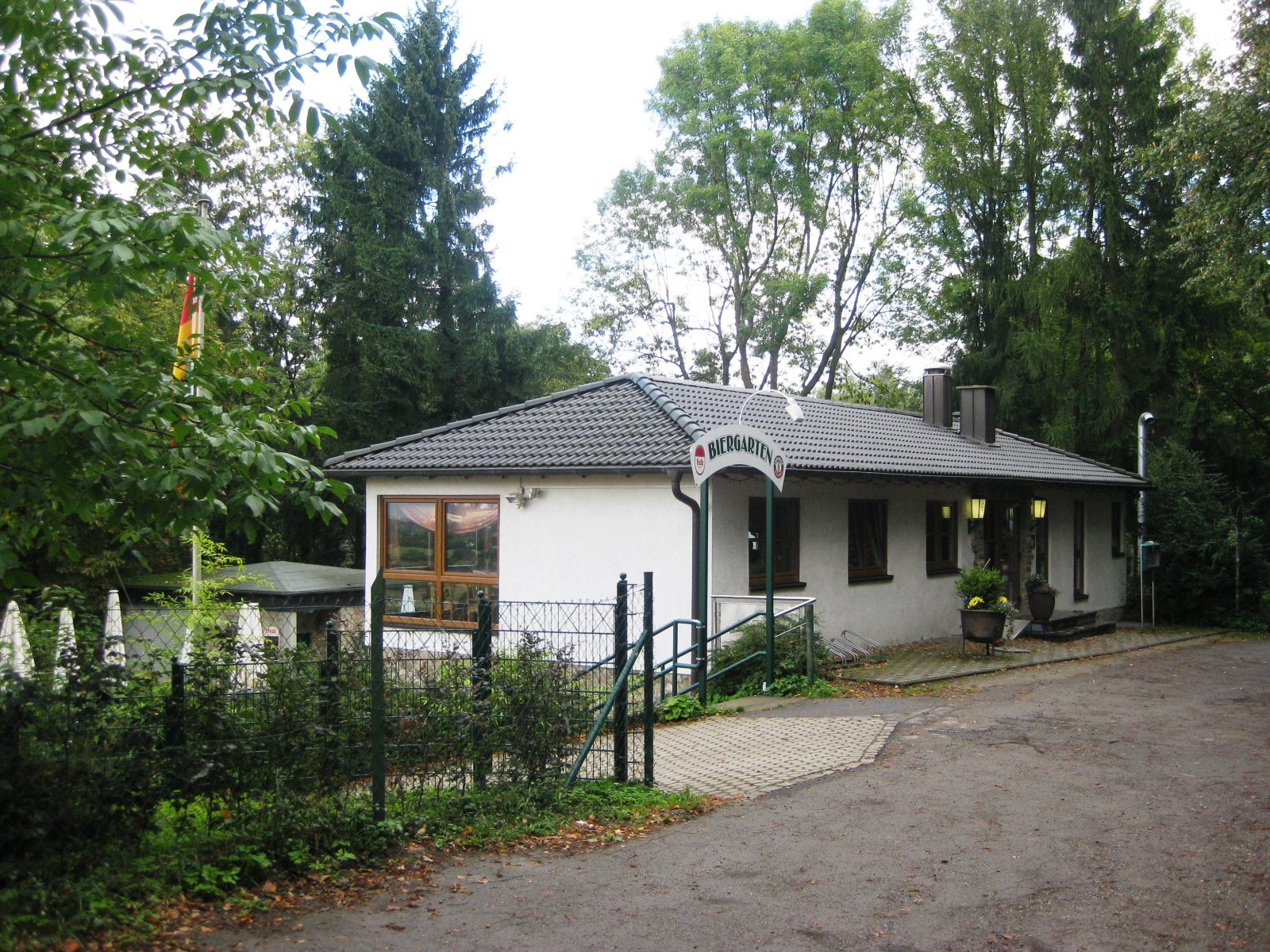
Ausflugslokal Killewittchen

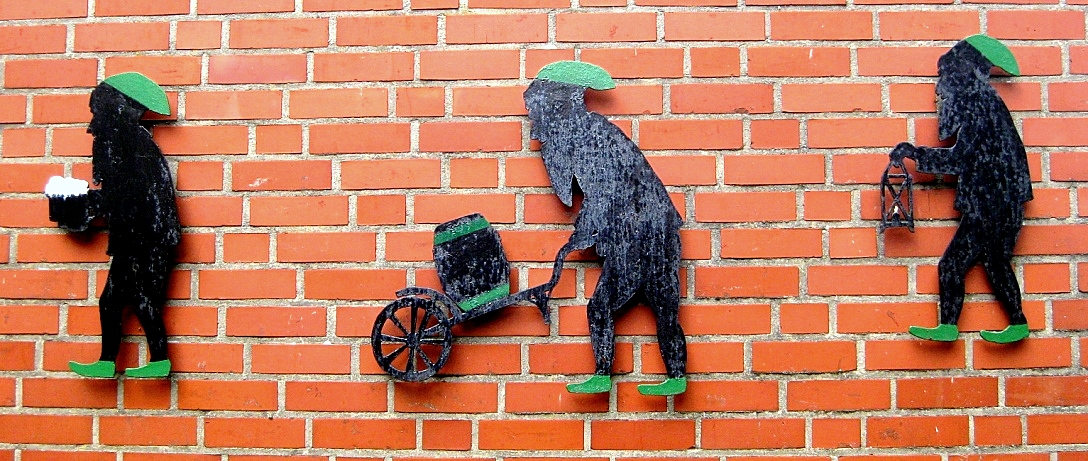
Killewittchen-Zwerge als Kunst

Killewittchen ist ein Gebiet westlich vom Eschweiler Stadtteil Hastenrath im östlichen Eschweiler Stadtwald mit gleichnamigem Weg und Ausflugslokal. Die Höhlen dort könnten in der Altsteinzeit rund 8000 v. Chr. bewohnt gewesen sein; dies ist jedoch nicht gesichert. Im bisher ungeklärten Namen dürfte keltisch cill ‚Höhle‘ (vgl. auch Kaule, Kuhle) verborgen sein.

## Die Sage der Bergbauzwerge
Es gibt eine Sage von Zwergen in Killewittchen, welche selbst auch als „Killewittchen“ bezeichnet werden. Killewittchen sind Bergbau treibende Zwerge oder Geister wie Gnome, Kobolde, Nickel oder Klabauter. In ihrer Sage könnten der frühgeschichtliche, insbesondere keltische und römische Bergbau und die römische Messingproduktion im Eschweiler Raum weiterleben. So werden die Killewittchen als ausgesprochen hilfreich und nachts tätig beschrieben. Vor ihrem endgültigen Verschwinden ließen sie der Sage nach Bodenschätze – wahrscheinlich kostbare Kalkspäte – mitgehen.
Im Wappen der ansässigen Karnevalsgesellschaft „KG Eefelkank“ findet sich einer dieser Zwerge wieder.